# メレーナ (小惑星)
メレーナ (869 Mellena) は小惑星帯に位置する小惑星である。ベルゲドルフのハンブルク天文台でリヒャルト・ショールによって発見された。
ハンブルクの市長で、ハンブルク大学の建設に尽力したヴェルナー・フォン・メレ (Werner von Melle) にちなんで命名された。